# Jakub Lewicki
Jakub Aleksander Lewicki (ur. 1969) – profesor nauk technicznych, specjalista z zakresu architektury i historii sztuki, nauczyciel akademicki Uniwersytetu Kardynała Stefana Wyszyńskiego w Warszawie, kierownik Katedry Konserwacji Zabytków i Ochrony Krajobrazu w Instytucie Historii Sztuki na Wydziale Nauk Historycznych i Społecznych UKSW, od 22 marca 2017 do 29 lutego 2024 Mazowiecki Wojewódzki Konserwator Zabytków.

## Życiorys
Ukończył konserwatorstwo na Uniwersytecie Mikołaja Kopernika w Toruniu, łącząc je ze studiami na Wydziale Architektury Politechniki Warszawskiej i w Instytucie Historii Sztuki Uniwersytetu Warszawskiego.
Był wiceprzewodniczącym i przewodniczącym Wojewódzkiej Rady Ochrony Zabytków przy Mazowieckim Wojewódzkim Konserwatorze Zabytków odpowiednio w latach 2014-2016 i 2016-2017. W latach 2016-2017 był również przewodniczącym Wojewódzkiej Rady Ochrony Zabytków przy Podlaskim Wojewódzkim Konserwatorze Zabytków.
Przez dwie kadencje  funkcję przewodniczącego Komisji Stypendialnej Ministerstwa Kultury i Dziedzictwa Narodowego, powołanej zarządzeniem Ministra KiDN z 7 listopada 2012 r. w sprawie powołania komisji opiniującej wnioski o przyznanie stypendiów twórczych i stypendiów na przedsięwzięcia związane z upowszechnianiem kultury.
Członek ICOMOS i Docomomo, gdzie pełni funkcję wiceprezesa Sekcji Polskiej. Członek Stowarzyszenia Konserwatorów Zabytków, Stowarzyszenia Historyków Sztuki oraz Towarzystwa Opieki nad Zabytkami. W latach 2023–2024 doradca zarządu spółki Pałac Saski, której działania jednocześnie − jako wojewódzki konserwator zabytków − kontrolował.

## Działalność naukowo-dydaktyczna
Stopień doktora nauk technicznych w zakresie architektury i urbanistyki uzyskał 1 czerwca 1999 na Wydziale Architektury Politechniki Warszawskiej. Przedstawił pracę Pałac biskupów krakowskich w Kielcach – problematyka badawcza i konserwatorska, którą napisał pod kierunkiem Marii Brykowskiej. 
Stopień doktora habilitowanego uzyskał 10 stycznia 2007 roku na Wydziale Architektury Politechniki Wrocławskiej. Rozprawa habilitacyjna dotyczyła architektury Lwowa w latach 1893–1918. 
12 września 2016 uzyskał tytuł profesora nauk technicznych.
Profesor nadzwyczajny Uniwersytetu Łódzkiego, był pracownikiem Katedry Historii Sztuki na Wydziale Filozoficzno-Historycznym UŁ, a także wykładowcą na Wydziałach Architektury w Wyższej Szkole Ekologii i Zarządzania w Warszawie oraz na Politechnice Warszawskiej.

### Zainteresowania naukowe
Specjalizuje się w konserwacji zabytków architektury i w historii architektury nowożytnej i XIX i XX wieku oraz architektury modernistycznej.
Jakub Lewicki jest autorem książek i ponad 140 artykułów naukowych w wydawnictwach i periodykach międzynarodowych i ogólnopolskich oraz blisko 100 niepublikowanych opracowań konserwatorskich i z historii architektury opartych na wynikach badań terenowych.

### Wybrane publikacje
- Między tradycją a nowoczesnością. Architektura Lwowa lat 1893–1918, Oficyna Wydawnicza TONZ i Wydawnictwo Neriton, Warszawa 2005.
- Roman Feliński – architekt i urbanista. Pionier nowoczesnej architektury, Wydawnictwo Neriton, Warszawa 2006.

### Wybrane artykuły
- Architektura pałacowa Warszawy w 1 poł. XVII w. – wyniki najnowszych prac i dalsze  postulaty badawcze [w:] „Kultura  artystyczna  Warszawy  XVII–XXI  w.”, Studia pod redakcją  Zbigniewa  Michalczyka,  Andrzeja  Pieńkosa  i  Michała  Wardzyńskiego,  Warszawa 2010, s. 13–24.
- Bogdan Pniewski – twórca architektury Rzeczpospolitej, „Nowe Książki”, 2009, nr 6, s. 35.
- Dylematy ochrony i konserwacji architektury modernistycznej – studium przypadku architektury uzdrowiskowej – dawny Wojskowy Szpital Przeciwgruźliczy w Otwocku [w:] Architektura modernizmu. Kraków, Lublin, Otwock,red.  E. Przesmycka,  Lublin 2008, s.125–152.
- Konserwacja zabytków w Warszawie w wieku XX, „Renowacje i Zabytki”, 2002, nr 1, s. 2, 8–50.
- Architektura pałacu biskupów krakowskich w Warszawie i jej przemiany  w czasach nowożytnych [w:] Kościół katolicki w Małopolsce w średniowieczu i we wczesnych czasach nowożytnych, red. Wojciech Kowalski i Jadwiga Muszyńska, Kielce 2001, s. 391–423.
- Pałac w Podzamczu Piekoszowskim-próba odtworzenia i analizy XVII wiecznej architektury budowli [w:] „Przemiany architektury rezydencjonalnej w XV–XVIII w. na terenie dawnego  województwa  sandomierskiego.  Wybrane  przykłady”,  Materiały  z  sesji  naukowej, Kielce 18 IX 1999, red. Jan Leszek Adamczyk, Kielce 2000, s. 117–143.
- Stropy ramowe warszawskich rezydencji królewskich, „Kronika zamkowa” [Zamku królewskiego w Warszawie], 1997, nr 1 (35), s. 52–76.
- Dzieje i architektura zamku w Iłży. Problematyka badawcza i konserwatorska [w:] Siedziby  biskupów  krakowskich  na  terenie  dawnego  Województwa  Sandomierskiego, Materiały z sesji naukowej 20 IX 1997, red. L. Kajzer, Kielce 1997, s. 57–83.
- Między waloryzacją a klasyfikacją czyli o skutecznej ochronie zabytków w Polsce [w:] System  ochrony  zabytków  w  Polsce–analiza, diagnoza, propozycje, red. Bogusław Szmygin, Lublin-Warszawa-2011, s. 171–182.
- Kościół w Mierzęcinie – nieznana perła polskiego modernizmu, „Lubuskie Materiały Konserwatorskie”, T. 8, Zielona Góra 2011, s. 71–80.
- Pałac biskupów krakowskich w Kielcach – przemiany zespołu w latach 1795–1864, „Rocznik Muzeum Narodowego w Kielcach”, T. 26, Kielce 2011, s. 17–101.
- Konserwacja architektury modernistycznej w Polsce. Polska praktyka ostatnich lat [w:] Architektura pierwszej połowy XX wieku i jej ochrona w Gdyni i w Europie. Modernizm w Europie. Modernizm w Gdyni, Gdynia 2011, s. 227–236.
- Konserwatorstwo,  architektura, historia sztuki. W poszukiwaniu nowych perspektyw w 2 poł. XX wieku [w:] Wobec zabytku... Tradycje i perspektywy postaw, Studia dedykowane pamięci prof. Jerzego Remera, Toruń 2010, s. 79–97.
- Politechniczna historia  architektury  a  uniwersytecka  historia  sztuki. Przemiany ostatnich lat i perspektywy rozwoju [w:] Historia Sztuki Dzisiaj. Materiały  LVIII Ogólnopolskiej  Sesji Naukowej Stowarzyszenia  Historyków  Sztuki, Poznań, 19–21  listopada 2009, Poznań 2010, s. 173–188.
- Fortyfikacje  miast – wybrane  problemy ekspozycji i aranżacji konserwatorskiej [w:] Obwarowania miast. Problematyka ochrony, konserwacji, adaptacji i ekspozycji, Międzynarodowa  konferencja  naukowa, Kożuchów  28–30 IV 2010 r., red. Adam Górski, Kożuchów, 2010, s. 39–46.
- Ochrona  architektury 2 poł. XX  wieku w Polsce. Teoria i praktyka konserwatorska [w:] Zabytki drugiej połowy XX wieku–waloryzacja, ochrona i konserwacja. Das Erbe der Nachkriegszeit erhalten und erneuern – Denkmale der moderne und gegenmoderne. Architecture of the second half of the 20th century – studies and protection, red. Bogusław Szmygin, Jorg Haspel, ICOMOS Polska, ICOMOS Deutschland, Warszawa-Berlin 2010, s. 149–159.
- Ochrona zabytków architektury najnowszej – polska teoria i praktyka konserwatorska [w:] Prawna ochrona zabytków, red. Teresa Gardocka i Jacek Sobczak, Toruń 2010, s. 193–207.
- Kolorystyka architektury modernistycznej w Polsce. Rozwiązania, technika, konserwacje [w:] Kolorystyka  zabytkowych  elewacji  od  średniowiecza  do  współczesności. Historia i konserwacja, Warszawa 2010, s. 213–225.
- Dwa modernizmy – warszawski i lwowski–próba  porównania, Studia  z architektury  nowoczesnej, T.  2,  red. Joanna Kucharzewska i Jerzy  Malinowski,  Toruń 2007 [druk w 2008], s. 34–43.
- Konserwacja kamienicy w Polsce w okresie dwudziestolecia międzywojennego [w:] Kamienica w krajach Europy Północnej, red. Maria  Jolanta  Sołtysik, Nadbałtyckie Centrum Kultury, Gdańsk 2004 [druk w 2006], s. 467–492.
- Kolorystyka zabytkowej stolarki. Wprowadzenie do problematyki konserwatorskiej, cz. 1, „Renowacje i Zabytki”, R. 3, 2004,nr 2 (10), s. 84–93.
- Nowa architektura w otoczeniu zabytkowym w świetle polskiej teorii i praktyki ochrony  zabytków  okresu  międzywojennego,  „Kwartalnik  Architektury  i  Urbanistyki”,  R.XLV, 2000, z. 2, s. 141–148. [druk w 2001].

## Odznaczenia i wyróżnienia
- 1998 – Stypendium Fundacji na Rzecz Nauki Polskiej[5],
- 1999 – Nagroda im. ks. prof. dr Szczęsnego Dettloffa za najlepszą niepublikowaną pracę z historii sztuki[5]
- 2007 – Nagroda Generalnego Konserwatora Zabytków i Dyrektora PP. Pracowni Konserwacji Zabytków za publikację[5],
- 2009 – Nagroda Prezesa Rady Ministrów z nominacji Komitetu Nauk o Sztuce Polskiej Polskiej Akademii Nauk[5],
- 2013 – Nagroda Specjalna Ministra Kultury i Dziedzictwa Narodowego[5],
- 2019 – odznaczony Srebrnym Medalem „Zasłużony Kulturze Gloria Artis”[10],
- 2023 – odznaczony Medalem Stulecia Odzyskanej Niepodległości[11].